# 日本内容审查中心
一般社团法人日本内容审查中心（日语：にっぽんコンテンツしんさセンター、英文：Japan Contents Review Center，简称JCRC），是日本一个进行影像软件（视频、DVD等）和电脑游戏（成人游戏）伦理审查的非营利法人组织。
旧日本视频伦理协会（ビデ倫）的加盟企业构成了日本影像伦理审查机构（日映審），以及内容和软件合作协会（CSA）的内部机构，即媒体伦理委员会（メディ倫）。在2010年12月，它们合并了メディ倫的审查业务，成立了一般社团法人映像伦理机构（えいぞうりんりきこう，简称：映像倫、ETHICS）。因此，日映審将其所有组织和业务转让给映像倫，并解散了。
在2016年1月，东日本内容软件和全日本内容软件伦理审查会合并了审查业务，并更名为现在的名称。

## 历史沿革
- 2008年7月1日 - 日本电影伦理审查组织（Nichieijin）作为自愿组织成立
- 2009年7月1日 - 取得法人资格，成为一般社团法人
- 2010年12月1日 - 将审查业务与内容软件合作协会整合，并成立视觉伦理组织 （Eizo Rin），这是一个综合性法人协会。
- 2011年7月1日 - 与综合法人协会考试中心合并
- 2016年1月 - 东日本内容软件公司将其审查业务与全日本内容软件道德审查委员会合并，并更名为一般社团法人日本内容审查中心。

## 评审标准
成人指定性表达的筛选标准
- 直接描绘裸体男女性爱姿势的全景镜头经过马赛克等技术处理。
- 即使拍摄对象穿着衣服，透明度过高或下背部过度曝光的镜头也会被处理。
- 生殖器的描绘将被处理。
- 作为一般规则，与肛门相关的性表达的描述将被处理。
- 爱抚暴露的男性和女性生殖器的直接描述将被处理。
- 对同性恋生殖器抚摸的直接描述进行了处理。
- 在表达性变态和异常性行为（施虐狂、受虐狂）时，应注意避免过度的累积效应，如责备和痛苦。
- 注意对排尿、排便、污物等的描述要简洁。
- 萝莉控作品原则上不接受评审。
- 18岁以下的儿童不得出现在指定给成人的作品中。
- 表现乱伦的作品不应过度表现。
- 请勿描绘兽交。
- 动画（成人游戏、成人动画等）中的表达方式将按照与真人镜头相同的方式处理。
- 上述以外的性表达和描述将根据需要进行处理，并考虑对社会规范和公共秩序和道德的影响。

## 相关项目
- 电脑游戏评级系统
- 知识产权促进会